# Arthur Amos Noyes
Arthur Amos Noyes (Newburyport, 13 september 1866 – Californië, 3 juni 1936) was een Amerikaans scheikundige, bekend voor zijn werk rond electrolyten. 

## Carrière
Noyes promoveerde in 1890 aan de Universiteit van Leipzig onder leiding van Wilhelm Ostwald. Tussen 1907 en 1909 was hij waarnemend president van het MIT en van 1919 tot zijn overlijden hoogleraar scheikunde aan het California Institute of Technology. Hij was een vriend van Linus Pauling die hij in Californië leerde kennen. 
Voor zijn werk ontving hij in 1915 de Willard Gibbs-medaille en in 1927 de Davy Medal. 

## Noyes-Whitney vergelijking
Met Willis Rodney Whitney formuleerde hij in 1897 de Noyes-Whitney vergelijking, die de oplossnelheid van vaste stoffen relateert aan de eigenschappen van de vaste stof en het oplosmedium.
De relatie wordt gegeven door: 
{\displaystyle {\frac {\mathrm {d} W}{\mathrm {d} t}}={\frac {DA(C_{s}-C)}{L}}}
met:
- {\displaystyle {\frac {\mathrm {d} W}{\mathrm {d} t}}}: oplossnelheid
- A: oppervlak van het vaste lichaam
- C: gemiddelde concentratie van de vaste stof in het oplosmiddel
- Cs: concentratie van de vaste stof in de diffusielaag rond het vaste lichaam
- D: diffusie-coëfficiënt
- L: dikte van de diffusielaag

- Bibsys: 2067269
- Bibliothèque nationale de France: cb104799855 (data)
- Catàleg d'autoritats de noms i títols de Catalunya: 981058595863806706
- CiNii: DA04544157
- Gemeinsame Normdatei: 118973681
- International Standard Name Identifier: 0000 0001 0980 6244
- Library of Congress Control Number: n86821496
- Mathematics Genealogy Project: 138036
- Bibliotheek van het Japanse parlement: 00652480
- Nationale Bibliotheek van Tsjechië: uk2008425168
- Nationale Bibliotheek van Israël: 987007272759505171
- Nederlandse Thesaurus van Auteursnamen: 202003892
- Istituto Centrale per il Catalogo Unico: MILV050291
- SNAC: w6n29z0d
- Système universitaire de documentation: 200268996
- Trove: 1131411
- Virtual International Authority File: 64807442
- WorldCat: E39PBJbxDbQ8RtKX3fRyP9PbBP